# Membracis caquetaensis
Membracis caquetaensis är en insektsart som beskrevs av Richter. Membracis caquetaensis ingår i släktet Membracis och familjen hornstritar. Inga underarter finns listade i Catalogue of Life.